# Покрет слободних официра
Покрет слободних официра (арап. حركة الضباط الأحرار‎ ) била је египатска револуционарна организација која је 1952. године извршила државни удар и збацила монархију. 

## Покрет
Након 1945. године Египат запада у тешку економску кризу. Све већи отпор египатског народа приморао је Британце да 1946. године повуче своје трупе из Каира, Александрије и из делте Нила. Израелско-арапски рат избио је 1948. године. Египат је учествовао на страни арапске коалиције против Израела. Египатска војска тучена је због застарелог наоружања и бројчане слабости. Све то је изазивало велико незадовољство код народа. То је довело до стварања револуционарних трупа. Током или ускоро након Другог светског рата, формирано је друштво Слободних официра. Чинили су га најважнији протагонисти будуће историје Египта: Гамал Абдел Насер, Анвар ел Садат, Абдулхаким Амер и други.
Дана 23. јула 1953. године Покрет слободних официра извршило је државни удар збацивши краља Фарука са власти. Власт је формално припала његовом малолетном сину Фуаду II. Међутим, стварна власт је припадала Револуционарном савету. Следеће године проглашена је Република. Под утицајем Покрета слободних официра, и друге арапске земље дижу устанке против монархије (Либија, Ирак). 